# ژاله‌پوش رشته‌برگ
ژاله‌پوش رشته‌برگ (نام علمی: Drosera filiformis)، که معمولاً به‌عنوان ژاله‌پوش رشته‌ای شناخته می‌شود، گونه‌ای کوچک، حشره‌خوار و رزت از گیاهان چندساله است. گونه‌ای از ژاله‌پوش است که در سرده خود غیرمعمول است، زیرا برگ‌های بلند، راست، رشته‌ای (نخ مانند) این گیاه به‌صورت مارپیچی باز می‌شوند، آرایشی شبیه به برگ‌بندی پیچ‌خورده (Circinate vernation) که در سرخس‌ها دیده می‌شود.

## پراکندگی و زیستگاه
ژاله‌پوش رشته‌برگ به‌طور طبیعی هم در کانادا و هم در ایالات‌متحده وجود دارد. محدوده طبیعی آن در کرانه شرقی آمریکای شمالی از جنوب غربی نوا اسکوشیا در شمال از طریق نیوانگلند تا فلوریدا در جنوب گسترش می‌یابد. توزیع ناهمگون آن در ساحل اقیانوس اطلس نشان‌دهنده ارتباط زمینی ماقبل تاریخ بین نوا اسکوشیا و کیپ کاد، ماساچوست است که گسترش باستانی منطقه دشت اقیانوس اطلس را تشکیل می‌دهد که احتمالاً تا دوره بین یخبندان کنونی به‌عنوان یک زنجیره جزیره ادامه داشته است.: ۴. ژاله‌پوش رشته‌برگ همچنین در ساحل خلیج از فلوریدا تا لوئیزیانا یافت می‌شود، اگرچه جمعیت ساحل خلیج ممکن است نشان دهنده ژاله‌پوش تریسی باشد.: ۳

## کشت
ژاله‌پوش رشته‌برگ اغلب با چند رقم ثبت شده مانند ژاله‌پوش رشته‌برگ جوره رشته‌برگ کشت می‌شود. (همچنین به عنوان ژاله‌پوش رشته‌برگ معمولی شناخته می‌شود)، ژاله‌پوش رشته‌برگ × "ژاله‌پوش کالیفورنیا" (دورگه بین ژاله‌پوش رشته‌برگ جوره رشته‌برگ). همه این ارقام با شرایطی مشابه با سایر گونه‌های ژاله‌پوش رشد می‌کنند: خاک فقیر از مواد معدنی و آب مقطر، اسمز معکوس یا آب باران جمع‌آوری شده. ژاله‌پوش رشته‌برگ برای بقای طولانی مدت نیاز به خواب زمستانی دارد و در زمستان خوابگاه (Hibernaculum) را تشکیل می‌دهد.

## حفاظت
ژاله‌پوش رشته‌برگ یک گونه در معرض خطر انقراض در فهرست ۱ کانادا است که تحت قانون گونه‌های در معرض خطر (Species at Risk Act) قرار دارد. طبق اتحادیه بین‌المللی حفاظت از طبیعت، گستره وسیعی از آن به‌عنوان "کمترین نگرانی" در نظر گرفته می‌شود. تهدیدها عبارتند از توسعه، استخراج زغال‌سنگ نارس و رقابت بوته‌ها.

## آرایه زیرگونه‌ها
- ژاله‌پوش رشته‌برگ شکل. تریسی (Macf. ex Diels) مَکف. (۱۹۱۴)
- ژاله‌پوش رشته‌برگ جوره. تریسی (Macf. ex Diels) دیلس (۱۹۰۶)
- ژاله‌پوش رشته‌برگ جوره. معمولی وین (۱۹۴۴)  نام نامناسب.